# Litevské národní obrození

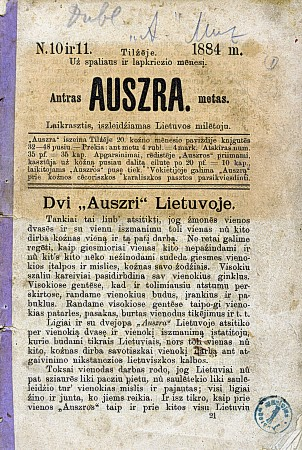
Noviny Aušra

Litevské národní obrození (litevsky: Lietuvių tautinis atgimimas) byl proces formování moderního litevského národa v 19. století. Proces byl komplikován a zároveň formován skutečností, že většina území obývaného etnickými Litevci byla pod nadvládou Ruského impéria, jež provádělo rusifikační politiku. Obrození mělo své protějšky v jiných částech Evropy a mělo i podobnou strukturu. Elity, zejména šlechtické, byly polonizovány (důsledek polsko-litevského soustátí v minulosti) nebo rusifikovány, litevština byla jazykem spíše nižších tříd a nebyla považována za dostatečně prestižní pro literární vyjádření a písemnou formu vůbec. I někteří vlastenci volili k prvním literárním pokusům polštinu. Jazyk navíc nebyl standardizován a jeho gramatika se velmi lišila region od regionu. Podobně jako v českých zemích a mnoha dalších tak jazyková otázka byla v centru pozornosti obrozenců. Na počátku 19. století bylo používání litevštiny z velké části omezeno na litevské venkovské oblasti; jedinou oblastí, kde byla litevština považována za vhodnou pro literaturu, byla Baltskými Němci ovládaná Malá Litva ve východním Prusku, tam ale zase hrozila germanizace vzhledem k přílivu německých přistěhovalců. Jen skrze jazyk tak šlo zabránit splynutí s Rusy na straně jedné, nebo Poláky a Němci na straně druhé. 

## První fáze
Impuls k záchraně litevštiny přišel v souvislosti s rozvojem akademické lingvistiky a etnografie (podobně jako v Česku). První fáze obrození na počátku 19. století, známá také jako „žmuďské obrození“, byla dílem studentů Vilniuské univerzity, mezi nimiž vynikali Simonas Daukantas a Simonas Stanevičius. Daukantas je autorem prvních dějin Litvy napsaných v litevštině. Sepsal rovněž litevsko-polský slovník a několik knih věnoval litevskému a žmuďskému folklóru. Také Stanevičius, pod vlivem koncepcí Johanna Gottfrieda Herdera (jež měly mimořádný vliv i ve všech slovanských zemích), sbíral lidové písně a poezii. 

## Druhá fáze

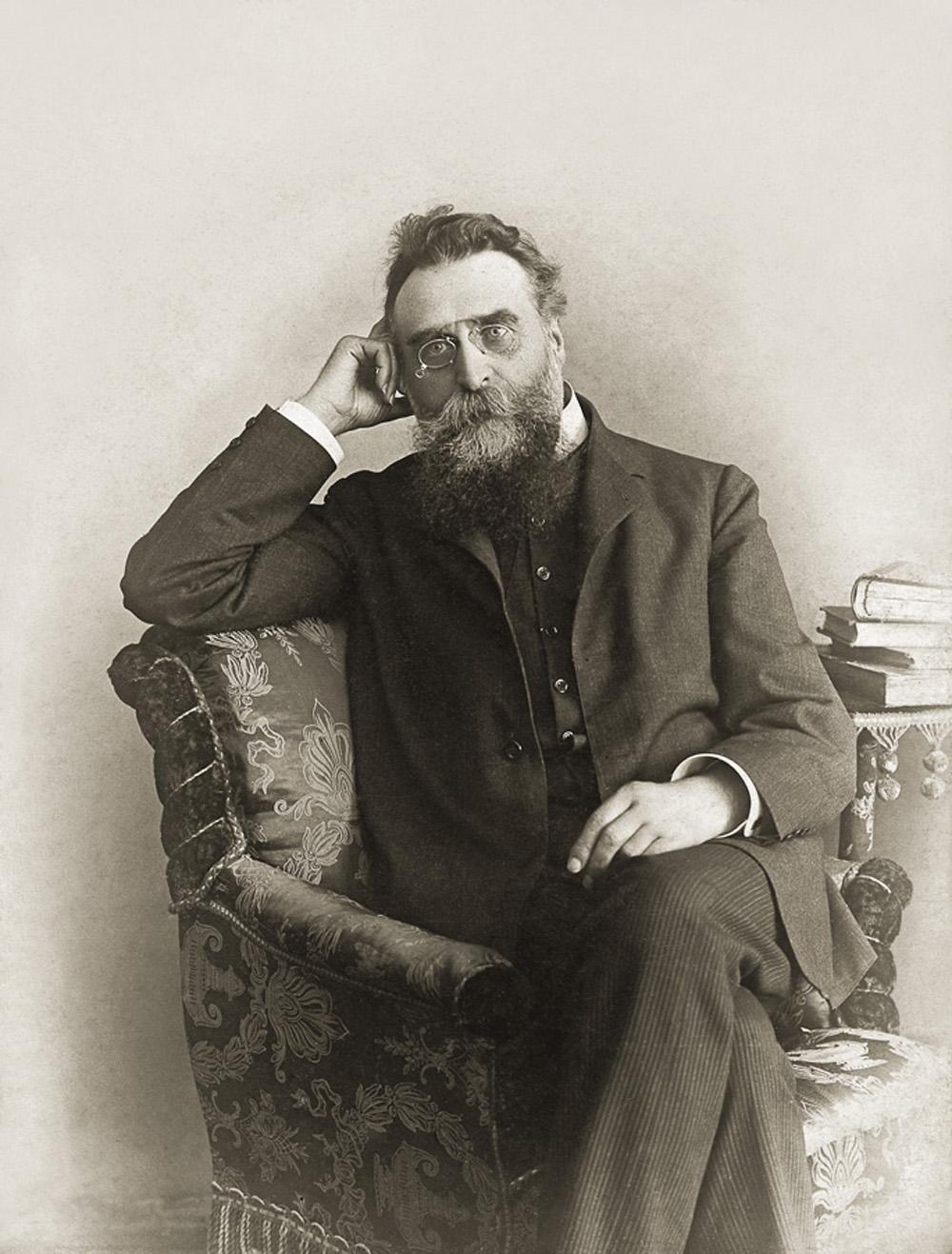
Jonas Basanavičius

Po zrušení nevolnictví v Ruské říši v roce 1861 se zvýšila společenská mobilita a z řad venkovského obyvatelstva přišlo do měst mnoho litevsky mluvících lidí, z nichž posléze povstali první litevští intelektuálové. Dalším důležitým impulsem bylo, že katolická církev zmenšila bariéry, které dříve bránily prostým lidem stát se kněžími, neboť potřebovala oslovit venkovské obyvatele v jejich mateřském jazyce. Tito litevsky mluvící duchovní se stali důležitou součástí obrozeneckého hnutí. K nejvýznamnějším osobnostem patřil Motiejus Valančius, který založil Hnutí střízlivosti, neboť byl přesvědčen, že Rusům alkoholismus rolníků vyhovuje, neboť závislý jedinec je přes svou závislost manipulovatelným. Kněžími byli i básníci Antanas Baranauskas a Maironis. Důležitým centrem, jež tyto duchovní produkovalo, byl kněžský seminář v Sejnech.
Rozvoj litevské národní kultury a národní identity byl ztížen zákazem tisku v litevštině, jedním z represivních opatření, které následovalo po povstání v roce 1863. První tiskoviny tak často vydávali vysokoškolští studenti na ruských nebo zahraničních univerzitách. To byly noviny jako Aušra nebo Varpas. Noviny Aušra založil Jonas Basanavičius, zvaný též "otec národa", a zajímavostí je, že jejich první čísla připravil v Praze, kde zhruba rok žil, a kde potkal i svou ženu a odjel s ní posléze do Bulharska (bydlel v Balbínově ulici č. p. 529 na pražských Vinohradech). Ilegální noviny Varpas založil Vincas Kudirka, který působil v Polsku a své noviny tiskl v Prusku, odkud je pak pašoval do Litvy. Knihy ilegálně tiskla tajná organizace, již vedl Jurgis Bielinis, a která se nazývala knygnešiaĩ (dalo by se přeložit jako knihonoši). I přes zákaz tisku gramotnost Litevců výrazně rostla po celé 19. století a byla jednou z nejvyšších mezi národy v Ruské říši, vysoce nad úrovní gramotnosti Rusů. Zákaz litevského tisku byl zrušen v roce 1904.
Velkou roli v litevské společnosti vždy hrála také hudba. Roku 1899 založil Juozas Naujalis významnou organizaci Dainos draugija, jejímž cílem bylo pěstovat zpívání lidových písní, tzv. dain.
Jazykovědec Jonas Jablonskis roku 1901 konečně kodifikoval spisovnou litevštinu (v práci Lietuvių kalbos gramatika). Položil základy fonetického, morfologického a syntaktického systému litevštiny. Vypracoval také systém gramatické terminologie a popsal vztahy mezi dialekty a literárním jazykem.
K požadavkům politickým obrozenecký proces dorostl na konci 19. století. Po ruské revoluci roku 1905 byl svolán tzv. Velký seimas, dvoutisícové národní shromáždění, které do Moskvy zaslalo požadavky na autonomii.